# Bataille de Riobamba
La bataille de Riobamba ou de Tapi est un affrontement qui a eu lieu le 21 avril 1822 près de Riobamba, dans l'actuel Équateur, entre des éléments des forces indépendantistes dirigées par le général vénézuélien Antonio José de Sucre et les forces royalistes commandées par Nicolás López. Il s'agit d'une action de cavalerie réalisée sans tirer une seule balle.

## Contexte
Après sa défaite lors de la bataille de Huachi, le 12 septembre 1821, Antonio José de Sucre change de stratégie pour libérer Quito et commence une campagne depuis le sud de  Guayaquil à Machala, où il a transporté par la mer son armée depuis la fin janvier 1822. Après avoir réorganisé ses forces, il parvient à Cuenca le 21 février et, après n'avoir rencontré aucune résistance dans cette ville, poursuit sa marche. Sa cavalerie atteint Riobamba le 21 avril où elle se heurte à des cavaliers royalistes.

## Ordre de bataille

### Patriotes

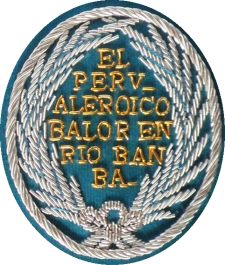
Ecusson honorifique attribué aux officiers présents lors du combat.

Caballería del Ejército Libertador de Colombia
- Un escadron du régiment de grenadiers à cheval José de San Martín (es), commandé par Juan Lavalle
- Un escadron de Dragons de Colombie
- Un escadron de Chasseurs montés de Paita, commandé par Antonio Sánchez

## Déroulement
C'est un combat de cavalerie que se livrent les deux armées, et plus particulièrement les patriotes de la première charge de l'argentin Juan Lavalle commandant un escadron du régiment de grenadiers à cheval (es) créé par José de San Martín comprenant 96 hommes. 
Cette première charge audacieuse contre la cavalerie royaliste de 400 cavaliers est appuyée par une seconde et dernière charge des dragons et chasseurs montés. 
Les patriotes remportent le combat et entrent dans Riobamba.

## Conséquences
Antonio José de Sucre a rendu hommage au « courage dont il n'y a que rares exemples" du major Juan Lavalle et de son escadron. Bolívar a honoré Lavalle et ses hommes avec le titre « Grenadiers de Riobamba ».
Ce combat est connu localement comme la bataille de cavalerie la plus brillante des guerres d'indépendance en Amérique du Sud[citation nécessaire].